# Alfonso Martínez de Toledo
Alfonso Martínez de Toledo (n. c. 1398 - d. c. 1470), cunoscut și ca Arcipreste de Talavera a fost un scriitor spaniol.
Tratatul său de morală Corbacho o reprobación del amor mundano ("Biciul sau reprobarea iubirii lumești", 1495) reprezintă un tablou viguros al epocii, plin de vervă și culoare, elogiu cald adus frumuseții și vieții, remarcabil prin prospețimea limbajului popular și fantezie și se constituie ca un precursor al prozei realiste spaniole.